# Metropolia Bambergu

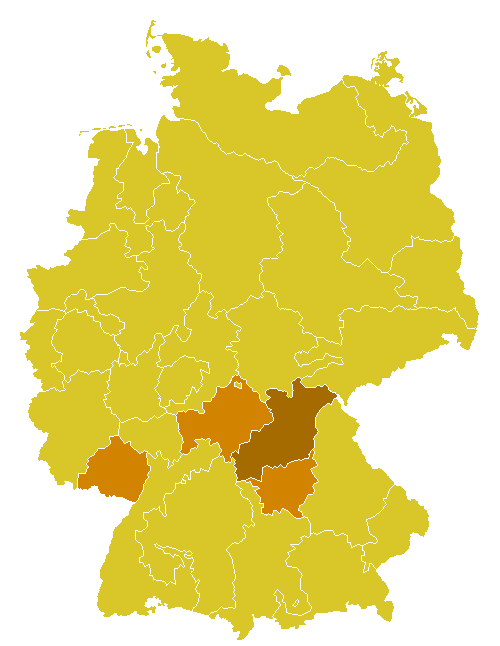
Metropolia Bambergu

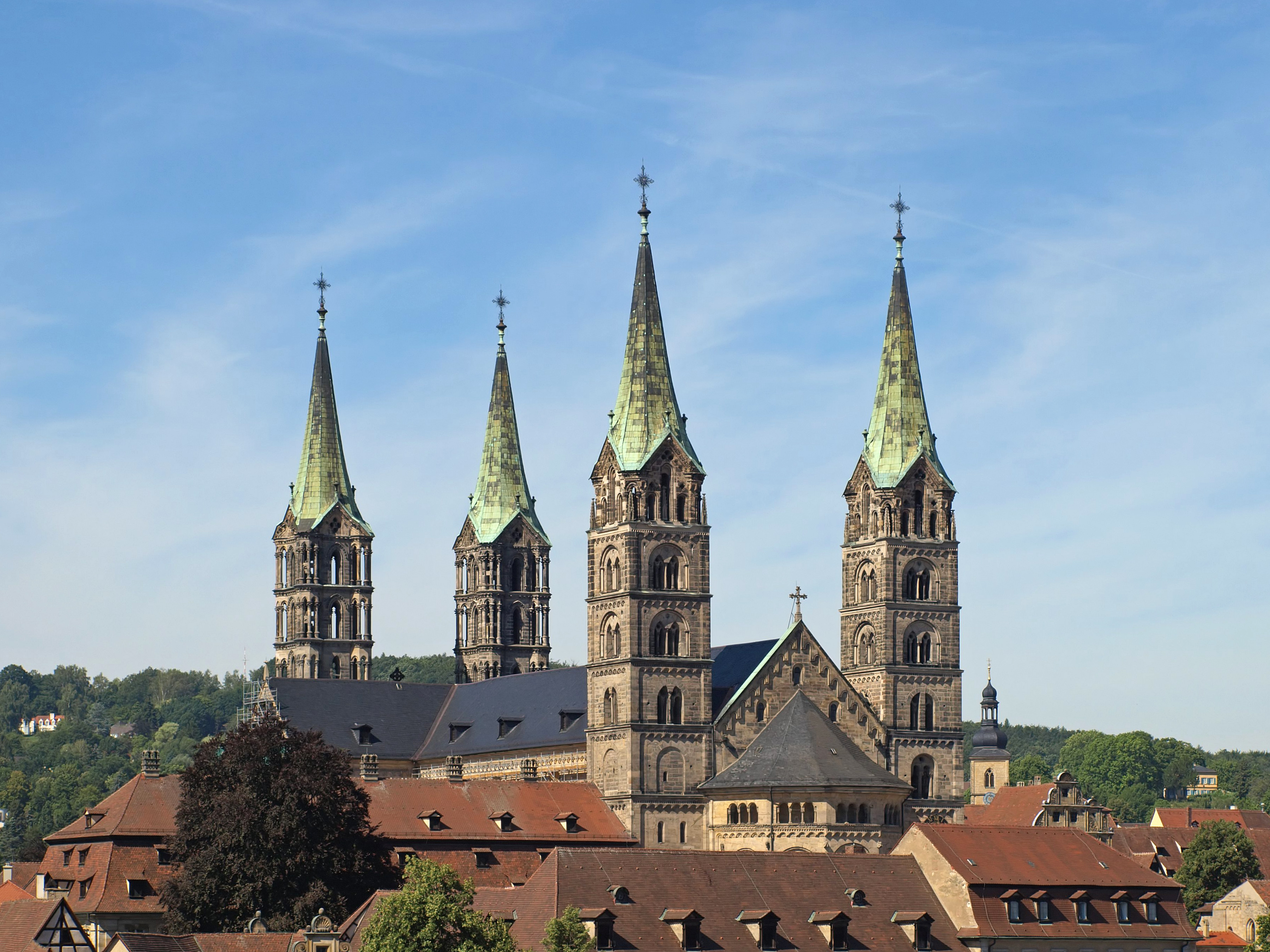
Katedra w Bambergu

Metropolia Bambergu – jedna z 7 metropolii obrządku łacińskiego w niemieckim Kościele katolickim.

## Dane ogólne
- Powierzchnia: 30 889 km²
- Ludność: 6 010 950
  - Katolicy: 2 315 400
  - Udział procentowy: 38,5%
- Księża:
  - diecezjalni: 1172
  - zakonni: 296
- Zakonnicy: 1007
- Siostry zakonne: 1756

Dane aktualne na 18 listopada 2024.

## Geografia
Metropolia Bambergu obejmuje swoim zasięgiem północną cześć Bawarii i historyczny Palatynat, wchodzący w skład landu Nadrenia-Palatynat oraz kilka gmin należących do Saary.

## Historia
Na synodzie Rzeszy we Frankfurcie nad Menem 1 listopada 1007 z inicjatywy króla niemieckiego Henryka II Świętego utworzono diecezję Bambergu, która podlegała bezpośrednio Rzymowi.
W 1818 w wyniku konkordatu zawartego między Rzymem a Bawarią utworzono metropolię Bambergu, podnosząc do rangi archidiecezji diecezję Bambergu i przydzielając jej jako sufraganie diecezje w: Eichstätt, Spirze i Würzburgu.

## Podział administracyjny
- Archidiecezja Bambergu
  - Diecezja Eichstätt
  - Diecezja Spiry
  - Diecezja Würzburga

## Metropolici
- 1818–1824: abp Joseph Graf von Stubenberg
- 1824–1842: abp Joseph Maria Freiherr von Fraunberg
- 1842–1858: abp Bonifaz Kaspar von Urban
- 1858–1875: abp Michael von Deinlein
- 1875–1890: abp Friedrich von Schreiber
- 1890–1905: abp Joseph von Schork
- 1905–1912: abp Friedrich Philipp von Abert
- 1912–1943: abp Jacobus von Hauck
- 1943–1955: abp Joseph Otto Kolb
- 1955–1976: abp Josef Schneider
- 1976–1977: abp Martin Wiesend
- 1977–1994: abp Elmar Maria Kredel
- 1995–2001: abp Karl Braun
- 2002–2022: abp Ludwig Schick
- od 2024: abp Herwig Gössl